# Rob Bottin
Robin R. Bottin (nacido el 1 de abril de 1959) es un creador de efectos especiales y maquillaje estadounidense. Conocido por sus colaboraciones con John Carpenter en La Niebla y La Cosa, con Paul Verhoeven en RoboCop, Total Recall e Instinto Básico, y con David Fincher en Seven y El club de la lucha. Otras de sus películas son The Howling, Legend, Innerspace y Miedo y Asco en Las Vegas.
Muy respetado en su campo de los efectos prácticos o físicos, y descrito en 2013 como "genio de los efectos especiales", Bottin estuvo nominado al Óscar al Mejor Maquillaje en 1986, y le fue otorgado un Premio Especial a los Mejores Efectos Visuales en los Premios de la Academia de 1991. Tiene dos nominaciones a los BAFTA, y ganó dos Premios Saturn con cinco nominaciones más.

## Primeros años
Bottin nació en el suburbio de Los Ángeles de El Monte, California. Su padre era capataz en una empresa de transporte y almacenamiento especializada en decorados y accesorios de cine.

## Carrera
Desde muy niño Bottin disfrutaba viendo en televisión las viejas películas clásicas de terror, así como revistas especializadas como Famous Monsters of Filmland. A los catorce años, entregó una serie de ilustraciones al conocido artista de efectos especiales Rick Baker, que le contrató de inmediato. Trabajó con Baker en la nueva versión de King Kong de 1976 rodada por John Guillermin. Su primer gran salto en solitario fue The Howling, donde fueron llamados para crear la transformación en pantalla de hombre a hombre lobo, pero Baker abandonó el proyecto a favor de Un hombre lobo americano en Londres. Su innovadora transformación se vio en los cines antes que la escena muy similar de su mentor en Un hombre lobo americano en Londres. También trabajó en las criaturas de la cantina en La Guerra de las Galaxias: el retorno del Jedi. De hecho, él es el músico más alto de la banda de la cantina.
Después de rogarle al director de fotografía Dean Cundey que le presentara al director John Carpenter, Bottin fue contratado por Carpenter para crear los efectos de maquillaje especiales para su película de 1980 La Niebla.
Además de los efectos prácticos, Bottin tuvo un pequeño papel en la cinta como el fantasmal capitán Blake. La reputación de Bottin creció con la siguiente colaboración con Carpenter en La Cosa. Bottin trabajó en La Cosa siete días a la semana (incluyendo las noches) durante un año y cinco semanas seguidas, viviendo en el set y laboratorio de Los Ángeles, produciendo cada efecto de cada criatura (a excepción del perro transformado, el cual fue parcialmente hecho por Stan Winston). Según el documental que acompaña al DVD de la película, el horario del entonces joven de 22 años era tan castigador, y su atención al detalle tan precisa, que después de terminar la filmación, fue hospitalizado con agotamiento, neumonía, y una úlcera sangrante. 
A pesar de que su trabajo al principio fue criticado por los críticos de cine acusándolo de ser demasiado grotesco o distraer de los matices psicológicos de la película, se le atribuye la generalización en los efectos físicos de prótesis y animatrónicos. En una escena en que la cabeza de un personaje se estira como chicle, Bottin decidió fundir el plástico. No se sabía que ese tipo de plástico derretido liberaba un fluido explosivo así que cuando el director decidió poner una llama bajo la cámara, toda la cabeza protésica explotó.
Más tarde trabajó en los efectos especiales de maquillaje en la película de Ridley Scott Legend, que le valieron una nominación al Óscar al Mejor Maquillaje, al igual que en las cintas de Paul Verhoeven  RoboCop y Total Recall, ganando con esta última un Premio Especial de la Academia a los Mejores Efectos Visuales.
En los años 1990 Bottin vio surgir los cada vez más generalizados efectos especiales digitales (CGI) y los efectos que se le piden se reducen a heridas y cadáveres, sin embargo notables (Instinto Básico, Seven). Al final de la década se le relacionó con el proyecto de Jason vs Freddy, desde que el estudio New Line Cinema lo colocó en una lista de posibles directores. Finalmente, los muchos problemas con la producción le llevaron a abandonar el proyecto.

## Filmografía
- King Kong (1976)
- Piraña (1978)
- Rock 'n' Roll High School (1979)
- La Niebla (1980)
- Humanoides del abismo (1980)
- Tanya's Island (1980)
- The Howling (1981, también productor asociado)
- La Cosa (1982)
- Twilight Zone: The Movie (segmento 3) (1983)
- Explorers (1985)
- Legend (1985)
- Las brujas de Eastwick (1987)
- Innerspace (1987)
- RoboCop (1987)
- Total Recall (1990)
- RoboCop 2 (1990)
- Bugsy (1991)
- Instinto básico (1992)
- RoboCop 3 (1993)
- Seven (1995)
- Misión: Imposible (1996)
- Mimic (1997)
- Deep Rising (1998)
- Miedo y Asco en Las Vegas (1998)
- El club de la lucha (1999)
- Mr. Deeds (2002)
- Serving Sara (2002)

## Premios y nominaciones
Premios Óscar
| Año  | Categoría                            | Película      | Resultado |
| ---- | ------------------------------------ | ------------- | --------- |
| 1991 | Óscar a los mejores efectos visuales | Desafío total | Ganador   |